# الهيئة العامة للسياحة (قطر)
الهيئة العامة للسياحة هي إحدى الجهات الحكومية القطرية والهيئة العليا المسؤولة عن صياغة وتنظيم القواعد واللوائح والقوانين الخاصة بتطوير قطاع السياحة في قطر والترويج له. كما تتولى هذه الهيئة مسؤولية وجهات الجذب السياحية وإقامة المسافرين بهدف التوسع والتنوع في قطاع السياحة في قطر، إضافةً إلى تعزيز دور القطاع من ناحية إسهامه في الناتج المحلي الإجمالي للدولة ونموها المستقبلي وتنميتها اجتماعياً.
يتم تسيير أعمال الهيئة العامة للسياحة وفقاً لاستراتيجية قطر القومية لقطاع السياحة لعام 2030 ، المنشورة في فبراير 2014، والتي تضع خطة للتنمية المستقبلية للقطاع.

## إعفاءات التأشيرات
لا يحتاج مواطنو دول مجلس التعاون الخليجي (البحرين والكويت وعُمان والمملكة العربية السعودية والإمارات العربية المتحدة) إلى تأشيرة لدخول قطر.

## تأشيرات الزيارة
لا يحتاج مواطنو الدول الأربعة والثلاثين الواردة أدناه إلى تأشيرة مسبقة ويمكنهم الحصول على إعفاء من التأشيرة لدى وصولهم إلى قطر. ويصبح الإعفاء سارياً لمدة 180 يوماً من تاريخ الإصدار، ويحق لحامله قضاء 90 يوماً بحد أقصى في قطر خلال رحلة واحدة أو موزعةً على أكثر من رحلة.
| 1- النمسا 2- جزر البهاما 3- بلجيكا 4- بلغاريا 5- كرواتيا 6- قبرص 7- جمهورية التشيك 8- الدنمارك 9- إستونيا 10- فنلندا 11- فرنسا 12- ألمانيا | 13- اليونان 14- المجر 15- آيسلندا 16- إيطاليا 17- لاتفيا 18- ليختنشتاين 19- ليتوانيا 20- لوكسمبورغ 21- ماليزيا 22- مالطا 23- هولندا 24- النرويج | 25- بولندا 26- البرتغال 27- رومانيا 28- سيشل 29- سلوفاكيا 30- سلوفينيا 31- أسبانيا 32- السويد 33- سويسرا 34- تركيا |

لا يحتاج مواطنو الدول الستة والأربعين الواردة أدناه إلى تأشيرة مسبقة ويمكنهم الحصول على إعفاء من التأشيرة لدى وصولهم إلى قطر. ويصبح الإعفاء سارياً لمدة 30 يوماً من تاريخ الإصدار، ويحق لحامله قضاء 30 يوماً بحد أقصى في قطر خلال رحلة واحدة أو موزعةً على أكثر من رحلة. ويمكن تمديد هذا الإعفاء لمدة 30 يوماً أخرى.
| 1- أندورا 2- الأرجنتين 3- أستراليا 4- أذربيجان 5- روسيا البيضاء 6- بوليفيا 7- البرازيل 8- بروناي 9- كندا 10- شيلي 11- الصين 12- كولومبيا 13- كوستاريكا 14- كوبا 15- الإكوادور 16- جورجيا | 17- غيانا 18- هونغ كونغ 19- الهند 20- إندونيسيا 21- أيرلندا 22- اليابان 23- كازاخستان 24- لبنان 25- مقدونيا 26- جزر المالديف 27- المكسيك 28- مولدافيا 29- موناكو 30- نيوزيلندا 31- بنما 32- باراجواي | 33- بيرو 34- روسيا 35- سان مارينو 36- سنغافورة 37- جنوب أفريقيا 38- كوريا الجنوبية 39- سورينام 40- تايلاند 41- أوكرانيا 42- المملكة المتحدة 43- الولايات المتحدة 44- أوروجواي 45- مدينة الفاتيكان 46- فنزويلا |

## تأشيرة دخول قطر للسياحة
يجوز لزائري قطر المسافرين على متن أي خطوط جوية طلب تأشيرة سياحية لقطر إلكترونياً عبر الإنترنت. لتقديم طلب، يلزم الزائرون ما يلي:
- ملء نموذج إلكتروني
- تحميل الوثائق المطلوبة (بما في ذلك النسخ الضوئية لجوازات السفر والصور الشخصية)
- تقديم بيانات حجز الطيران
- السداد إلكترونياً باستخدام بطاقة ائتمان سارية

يجوز للزائرين المسافرين إلى قطر على متن الخطوط الجوية القطرية إجراء عملية طلب تأشيرة سياحية لقطر للمسافر وأي مسافرين آخرين مرافقين لهم ضمن نفس الحجز.

## تأشيرة دخول قطر للترانزيت
يحق للمسافرين من جميع الجنسيات النازلين في قطر للترانزيت من على متن الخطوط الجوية القطرية طلب تأشيرة ترانزيت مجانية لمدة 96 ساعة. ومع ذلك، تُطبق شروط وأحكام معينة؛ حيث تصدر التأشيرات فقط وفقاً لتقدير وزارة الداخلية القطرية.

## تأشيرة زيارة المقيمين بدول مجلس التعاون الخليجي
يجوز للمقيمين في دول مجلس التعاون الخليجي ممن يشغلون مناصب في المهن المعتمدة والمرافقين لهم الحصول على تأشيرات زيارة مقيمين بدول مجلس التعاون الخليجي لدى وصولهم إلى قطر. وتعتبر تأشيرة الدخول الواحد هذه التي يمكن الحصول عليها مقابل 100 ريال قطري كرسوم تُسدد ببطاقة تأمينية سارية لمدة 30 يوماً قابلة للتجديد حتى ثلاثة أشهر إضافية. وقد يُطلب من الزائرين الذين يرغبون في الاستفادة من خطة التأشيرة هذه تقديم وثائق رسمية تثبت مهنتهم لدى دخولهم قطر.

## روابط خارجية
- الهيئة العامة للسياحة
- وزارة الداخلية القطرية
- تأشيرات الزيارة